# Millettia sanagana
Millettia sanagana är en ärtväxtart som beskrevs av Hermann August Theodor Harms. Millettia sanagana ingår i släktet Millettia och familjen ärtväxter. Inga underarter finns listade i Catalogue of Life.